# 토드 보슬리
토드 보슬리(Todd Bosley, 1984년 7월 29일 ~ )는 미국의 배우, 텔레비전 배우이다.
오버랜드파크에서 태어났다.

## 영화
- 오씨 (2003년)
- 잭 (1996년)
- 리틀 자이언트 (1994년)
- 사인필드 (1990년)